# Panzerbüchse Boys
Die Panzerbüchse Boys (englisch Boys anti-tank rifle) war eine während des Zweiten Weltkrieges weitverbreitete Waffe der alliierten Streitkräfte. Sie wurde insbesondere von der British Army und Armeen des Commonwealth verwendet.

## Geschichte
Die massive Aufrüstung des Deutschen Reichs nach der Machtergreifung Hitlers alarmierte die britische Heeresführung. Zu jener Zeit hatte das britische Militär keine panzerbrechenden Waffen in ihren Arsenalen, die gegen moderne Kampfpanzer wirksam waren. 1934 wurde der renommierte Konstrukteur Captain H.C. Boys mit dem Entwurf einer Panzerbüchse beauftragt. Die Entwicklung verlief unter strengen Geheimhaltungsauflagen. Wenn überhaupt, wurde die Waffe als stanchion gun (Stützengewehr) erwähnt. 1937 wurde das Boys-Gewehr offiziell in die Ausrüstung der British Army übernommen.

## Aufbau und Einsatz
Das Hauptproblem bei der Entwicklung einer ballistischen Panzerbüchse war die Beherrschung des immensen Rückstoßes der Waffe. Um überhaupt panzerbrechende Wirkung zu entfalten, muss ein Geschoss ausreichend schwer und schnell sein. Der resultierende Impuls beim Verschießen wirkt sich jedoch ebenso auf die feuernde Waffe aus. Allein physikalisch sind klassischen Panzerbüchsen deshalb Grenzen gesetzt. Im Falle des Boys-Gewehrs wurde der Rückstoß durch eine Mündungsbremse gemildert. Zusätzlich konnten Lauf und Schloss zirka 25 Millimeter zurückgleiten, bevor sie von einer starken Pufferfeder aufgehalten wurden. Gleichwohl war die Waffe nur schwer beherrschbar. Zudem konnten Waffen dieses Typs mit dem rasanten Fortschritt der Panzerfahrzeuge nicht Schritt halten und wurden zunehmend als großkalibrige Präzisionsgewehre auf große Distanzen eingesetzt. Die Durchschlagsleistung betrug 20 mm auf eine Entfernung von 100 Yards. Eine später entwickelte Patrone mit Wolfram-Geschoss sollte den Durchschlag zumindest teilweise steigern, kam jedoch nicht mehr zum Einsatz. Insgesamt wurden mehr als 80.000 Exemplare hergestellt, bis die Boys 1943 durch Granat-Panzerabwehrwaffen wie den PIAT verdrängt wurde. Die Panzerbüchse wurde ebenso im Aufklärungsfahrzeug Marmon-Herrington Mk II, im Humber LRC sowie in der Standard Beaverette als Hauptbewaffnung eingesetzt.
Bei der Wehrmacht wurde die Panzerbüchse Boys offiziell verzeichnet und auch als Beutewaffe mit der Bezeichnung Pz B 782 (e) genutzt.